# LG슈퍼스타트
LG슈퍼스타트(영어: LG SUPERSTART)는 LG그룹의 오픈이노베이션 플랫폼이다.

## 역사
2018년 마곡 LG사이언스파크가 개관이 되면서 시작된 LG STARTUP TECH FAIR가 전신이며, 그 후 2020년 LG CONNECT로 이름이 변경되었고, 2022년 대대적인 브랜드 리노베이션을 통해 현재 SUPERSTART라는 이름으로 운영중이다.

## 마스코트
SUPERSTART 마스코트로 슈퍼덕이 있다.

## 프로세스
매년 상반기 밋업을 통해 스타트업을 모집하여 하반기 SUPERSTART Day(LG 그룹의 스타트업 페스티벌)에 소개 하고, 이후 SUPERSTART Incubator 기업을 최종 선정하여 다음 년도에 본격 육성 하는 "발굴 - 공개 - 육성" 의 프로세스로 운영된다.

## 구성

### SUPERSTART Meetup[3]
스타트업 첫 모집 단계. 꼭 현재 LG 사업영역이 아니더라도 미래 유망 분야의 혁신 스타트업이라면 지원이 가능하다. 매년 상반기에 진행되며 공개 모집 뿐 아니라 계열사, 협력 파트너 추천 트랙, 그리고 슈퍼스타트 담당자들의 자체 발굴도 함께 진행된다.

### SUPERSTART Day
매년 가을에 개최되는 LG그룹의 스타트업 페스티벌이다. 스타트업, 임직원, 외부기관(VC,AC), 타기업 관계자 등 모두 참여 가능한 오픈 행사이다. 스타트업 전시, 데모데이, 세미나 등으로 구성되어 있다. 스타트업 대표들 뿐 아니라 방송인이나 아티스트들도 연사로 참여 한다.

### SUPERSTART Incubator
슈퍼스타트의 스타트업 육성 프로그램으로 아래와 같은 4가지('24년 기준) 모듈로 구성되어 있다.
- SUPERSTART Lab[5]  Incubator 선발 기업 중 사무 공간이 필요한 스타트업을 선발하여 무상 입주 지원[6]

- SUPERSTART Agora  스타트업과 그룹의 임직원간 소규모(50명 내외) 자유 토론 및 협력 논의

- SUPERSTART PoC[7]  LG 인프라(사이언스파크 단지, 임직원, 비용 지원 등)를 활용하여 스타트업의 아이디어를 검증

- SUPERSTART Crew[8]  스타트업과 다양한 분야 임직원들이 노하우를 공유하는 협업 커뮤니티

### ※ 연도별 Incubator 기업
| 2023년 Incubator 기업 | 포스처 AI, 우주라컴퍼니, 튜닙, 옵트에이아이, 엘포박스, 미러로이드, 앨리스헬스케어, 리베이션, 렛서, 위밋모빌리티, 플러디, 메이사플래닛, 플라나, 나라스페이스, 오웰헬스, 바오밥헬스케어, 씨엔에이아이, 뉴이스트아트                                      |
| 2024년 Incubator 기업 | 플레이몽키, 나니아랩스, 그린컨티뉴, 디지털뉴트리션, 나비프라, 카이어, 리콘랩스, 그레이드헬스체인, 썸테크놀로지스, 지크립토, 탄소중립연구원, 페이퍼팝, 바스젠바이오, 오가노이드사이언스, 스트라티오코리아, 무인탐사연구소, 티제이랩스, 세이프틱스, 모티 |